# Sân bay quốc tế Lịch Xã Ninh Ba
Sân bay quốc tế Lịch Xã Ninh Ba (IATA: NGB, ICAO: ZSNB) (tiếng Trung: 宁波栎社国际机场; bính âm: Níngbō Lìshè Guójì Jīchǎng) là một sân bay (cảng hàng không, phi trường) ở thành phố Ninh Ba, trong đồng bằng Dương Tử, là sân bay lớn thứ nhì ở tỉnh Chiết Giang. Năm 2008, sân bay này đã phục vụ 3.574.352 lượt khách, xếp thứ 30 trong các sân bay ở Trung Quốc về số lượt khách, xếp thứ 26 về khối lượng hàng hoá thông qua.

## Các hãng hàng không và tuyến bay
| Hãng hàng không                                         | Các điểm đến |
| ------------------------------------------------------- | --- |
| Air China                                               | Bắc Kinh-Thủ đô, Thành Đô |
| Air Macau                                               | Macau |
| Beijing Capital Airlines                                | Đại Liên, Hải Khẩu |
| Chengdu Airlines                                        | Trường Sa, Thành Đô |
| China Eastern Airlines                                  | Bắc Kinh-Thủ đô, Trường Sa, Thành Đô, Trùng Khánh, Quảng Châu, Quế Lâm, Quý Dương, Cáp Nhĩ Tân(từ ngày ngày 31 tháng 5 năm 2016), Kunming, Lanzhou, Mianyang, Nam Xương, Thanh Đảo, Shanghai Pudong, Thẩm Dương, Thâm Quyến, Vũ Hán, Urumqi, Tây An, Xining, Tây Song Bản Nạp, Yinchuan, Trịnh Châu, Zhuhai(từ ngày ngày 31 tháng 5 năm 2016), |
| China Eastern Airlines                                  | Bangkok-Suvarnabhumi, Jeju, Osaka-Kansai, Phuket, Shizuoka, Đài Bắc-Đào Viên |
| China Southern Airlines                                 | Trường Sa, Thành Đô, Đại Liên, Quảng Châu, Quý Dương, Cáp Nhĩ Tân, Jieyang, Nam Ninh, Thanh Đảo, Thâm Quyến, Vũ Hán, Yinchuan, Trịnh Châu |
| China Southern Airlines vận hành bởi Chongqing Airlines | Trùng Khánh |
| China United Airlines                                   | Beijing-Nanyuan |
| Colorful Guizhou Airlines                               | Quý Dương |
| Donghai Airlines                                        | Đại Liên, Thâm Quyến |
| Dragonair                                               | Hong Kong |
| Eastar Jet                                              | Cheongju |
| EVA Air                                                 | Kaohsiung |
| Hainan Airlines                                         | Bắc Kinh-Thủ đô, Trường Sa, Trùng Khánh, Đại Liên, Quảng Châu, Thanh Đảo, Thâm Quyến, Weifang |
| HK Express                                              | Hong Kong |
| Lucky Air                                               | Kunming, Yichang Seasonal: Lijiang, Xingyi |
| Mandarin Airlines                                       | Taichung, Đài Bắc-Đào Viên |
| Okay Airways                                            | Tam Á, Thiên Tân |
| Shandong Airlines                                       | Thanh Đảo |
| Shenzhen Airlines                                       | Quảng Châu |
| Sichuan Airlines                                        | Thành Đô, Trùng Khánh, Hải Khẩu, Cáp Nhĩ Tân, Kunming, Nam Xương, Tam Á, Thẩm Dương |
| Sky Angkor Airlines                                     | Seasonal: Siem Reap |
| Spring Airlines                                         | Bangkok-Suvarnabhumi (từ ngày ngày 1 tháng 7 năm 2016), Nagoya-Centrair |
| Thai AirAsia                                            | Thuê chuyến: Bangkok-Don Mueang |
| Tianjin Airlines                                        | Đại Liên, Hohhot, Linyi, Thiên Tân, Trịnh Châu |
| Tigerair                                                | Singapore |
| Uni Air                                                 | Đài Bắc-Đào Viên |
| Vietnam Airlines                                        | Thuê chuyến theo mùa: Nha Trang |
| West Air (Trung Quốc)                                   | Trường Sa, Trùng Khánh |
| Xiamen Airlines                                         | Trường Xuân, Hạ Môn |